# Przełęcz Szklarska (Beskid Makowski)
Przełęcz Szklarska (601 m n.p.m.– przełęcz w Beskidzie Makowskim między Pasmem Babicy na północy a Pasmem Koskowej Góry na południu.

## Położenie
Przełęcz leży w grzbiecie, biegnącym generalnie w osi północ-południe i stanowiącym wododział II rzędu między dorzeczami Skawy na zachodzie i Raby na wschodzie. Jest położona pomiędzy szczytami Babicy (728 m n.p.m.) na północy a Piaskowej Góry (660 m n.p.m.) na południu.
Stanowi dogodne przejście z doliny Jachówki (na zachodzie) do doliny Trzebuńki (na wschodzie). Poniżej przełęczy w kierunku zachodnim w dolinie Jachówki znajduje się wieś Bieńkówka, natomiast w kierunku wschodnim, w dolinie Trzebuńki, wieś Trzebunia. Przez przełęcz prowadzi lokalna droga łącząca Stróżę (DK 7 "Zakopianka") z Budzowem i Zembrzycami (DK 28).

## Turystyka
Przez przełęcz nie prowadzą żadne znakowane piesze szlaki turystyczne, jednak wykorzystując drogi polne i leśne można przez nią wygodnie przejść ze szczytu Babicy (na północy) na szczyt Parszywki w Pasmie Koskowej Góry (na południu).